# کاتارینا واترز
کاتارینا واترز (انگلیسی: Katarina Waters؛ زادهٔ ۱۰ نوامبر ۱۹۸۰) کشتی‌گیر کشتی حرفه‌ای، بازیگر، و مربی (کشتی حرفه‌ای) اهل بریتانیا است.